# Ricardo Ortiz
Ricardo Ortiz, né le 30 avril 1974 à Malaga (Espagne), est un matador espagnol.

## Présentation

### Carrière
- Débuts en novillada avec picadors : Fuengirola (Espagne, province de Malaga) le 13 octobre 1991 aux côtés de Francisco José Porras et Pedro Álvarez. Novillos de la ganadería de Bernardino Jiménez.
- Présentation à Madrid : 28 mars 1993 aux côtés de Joaquín Díaz et Rodolfo Núñez. Novillos de la ganadería de Román Sorando.
- Alternative : Quito (Équateur) le 28 novembre 1994. Parrain, « Joselito » ; témoin, Juan de la Cruz. Taureaux de la ganadería de Campo Bravo.
- Confirmation d’alternative à Madrid : 6 août 200. Parrain, Stéphane Meca ; témoin, Leonardo Benítez. Taureaux de la ganadería de Criado Holgado.